# Сеньйорат
Сеньйорат (старшинство) — система наслідування престолу, згідно з якою престол передається від старшого брата до молодшого, а потім їхнім синам.
Дана практика є загалом більш характерною для східних монархій, зокрема ще донедавна (принаймні протягом 1918—2017 років) застосовувалася у Саудівській Аравії, а також в Османській імперії та Тунісі до ліквідації монархій у цих країнах; спорадично використовувалася нині правлячою династією Марокко, поки під час правління першого короля Мохаммеда V (1957–1961) не було встановлено чітко порядок прімогенітури; у малайському султанаті Перак подібний порядок застосовується досі. Однак у минулому такі практики траплялася й у Європі: так, князь Польщі Болеслав Кривоустий у своєму заповіті (1138) виділив головне Краківське князівство як сеньйорат для династії П'ястів; у Богемії (Чехії) порядок спадкування престолу на основі сеньйорату було встановлено князем Бретиславом I; також є твердження, що даний принцип діяв і в графстві Анжу, зокрема при правлінні Анжуйського дому.
Існування подібного порядку спадкоємства у Давній Русі є дискусійним питанням.

## Система наслідування
Агнатичне старшинство (сеньйорат) є патрилінеальним принципом успадкування, де порядок спадкоємства престолу віддає перевагу молодшому братові монарха над синами монарха. Діти монархів (наступне покоління) посідають престол лише після того, як усі чоловіки попереднього покоління вичерпані. Агнатичне старшинство по суті виключає жінок династії та їхніх нащадків з черги спадкоємства.
Протилежною до сеньйорату є агнатична прімогенітура - право первородства, де старший син монарха стояв вище в праві престолонаслідування, ніж молодші брати монарха.
В спадкових монархіях, у більш давні часи, сеньйорат був набагато більш поширеним принципом порядку спадкоємства, ніж агнатична прімогенітура. В середні віки, після доби феодальної роздробленості, поступово всі монархії перейшли на принцип первородного спадкоємства престолу.
У послідовності престолонаслідування, заснованої на ротації (близька до сеньйорату), всі представники династії чоловічої статі мали право на престол, в принципі. Проте це призводило до ситуацій, коли не було чіткого правила для визначення того, хто є наступним монархом.
Брати, що змінювали на престолі один одного, швидко, особливо в наступних поколіннях, вступали в конфлікти й суперечки між собою, що призводило до послаблення династій і цілих держав.
Коли одна гілка спадкоємців отримувала достатній контроль над іншими (часто силою), інші гілки намагались встановити рівновагу (відновити принцип ротації), або відбувалось розділення країн (князівств) на більш дрібні уділи.
Спадкоємство, засноване на агнатичному старшинстві (сеньйораті або ротації), часто обмежувалось правителями, які були синами попереднього правлячого монарха, що викликало спротив молодших братів цього монарха.

## Русь
Припускається, що подібний принцип наслідування княжого престолу був поширений у Київській Русі. Російськими істориками для нього введена назва "ліствичне право" (лѣствичное право, лѣствичныи порѧдъкъ) але попри стилізацію під давньоруську мову, ця назва є цілком умовним неологізмом (в історичних джерелах не зафіксована). Західні дослідники використовують термін "система ротації" (Rota system). У самому існуванні даної системи, як і взагалі наявності усталеного порядку престолонаслідування в Давній Русі, висловлюються сумніви.